# T-シリーズ
T-シリーズ (T-SERIES) は、『ターミネーターシリーズ』に登場する架空のアンドロイド「ターミネーター」の総称。
本項ではT-シリーズに含まれないターミネーターについても記述する。

## 概要
映画の設定に沿ってより正確に記述すると、「サイバーダインシステムズ・モデルXXXシリーズXXX (Cyberdyne Systems Model XXX Series XXX) 」という型番になる。モデル番号は潜入型ターミネーターの物理的外見（アーノルド・シュワルツェネッガーが演じたものは101型）、シリーズ番号はターミネーター自身の型番をそれぞれ表している。尚、人工皮膚や、ゴムカバー等が付いていないターミネーターは、モデルが設定されていない。モデルは人工皮膚か、ゴムカバー本体に設定されている。
人型ターミネーターはもともと人間に擬装する潜入破壊工作員として開発されたものだが、その他にも機械軍側の歩兵として大量に配備されており、それらは不要な擬装を施されずむき出しのエンドスケルトン形態で運用されている。
超ハイテクの産物であるが、抵抗軍がスカイネットからのハッキングを受けないローテクを主用していることや、派遣された過去（メタ的には制作当時）もまだ情報技術が未発達な時代だったこともあり、基本的に外部システムへのアクセスポートは機械軍の一部施設で視覚センサーによる光通信機能を利用している程度に留まる基本システムに外部アクセス能力そのものは備わっており、『サラ・コナー クロニクルズ』ではジョン特製のコンピュータウイルスでも歯が立たない広域交通管制システムをクラッキングするために、キャメロンの中枢CPUをボディから取り外して回線に直結することを余儀なくされたが、いざ接続されると即座にシステムの機能を破壊しており、他にも回収したT-888型のCPUの解析中、誤って再起動させてしまい接続していたPCを乗っ取られるなど、スカイネット譲りの強力なハッキング能力を有していることが窺える。
エンドスケルトンをはじめハンターキラーあるいはT-1000などシリーズ当初からのメカは鏡面仕上げのシルバーがイメージカラーだったが、『ターミネーター4』以後はつや消しの黒系のメカが多くなっている。
映画の展開によって未来が変更されていく内容であるため、開発された年代にもずれが生じることとなる。また、ユニバーサル・スタジオ内のアトラクション『ターミネーター2:3-D』におけるストーリーを含むと、『ターミネーター3』以降の内容といくらか矛盾が生じる。

## T-シリーズ

### T-1
登場作品：『ターミネーター3』、小説『ターミネーター4』
2004年に制作された、サイバーリサーチシステムズ (CRS) が最初に開発したターミネーター。T-800やT-1000などの潜入型と違い、農業用トラクターほどもあるキャタピラ走行の図体に、両腕はそのままガトリング銃 になっているなど、明白にロボットと認識できる外見をしている。上半身は折りたたむことができ、この状態で保管されているところはまさに農業用トラクターだが、起動すると上半身を起こし頭部が露出して、いくらか人型に近い姿となる。また、機体毎にナンバーが割り振られており、各機の正面には「T1-XX（2桁までの数字）」が記されている。未公開映像の中では戦車型と表現されていた。
劇中では、CRSの倉庫で大量に保管されていた所をT-Xによりプログラムを書き換えられ、スカイネットの起動と同時に人間を抹殺するためハンターキラーとともに動き出し、所内の人間を無差別に殺害していった。ガトリング銃2門を固定装備しているため、単純な火力は潜入型よりも勝っているが、開発製造年代が古いだけに思考力は大きく劣っているらしく、運動性や機敏性に至っては比較にならないほど劣悪で、劇中では射撃、索敵、走行程度の単純な行動しか見せておらず、天井裏に隠れていたT-850の奇襲になすすべも無く頭部をへし折られ破壊される。さらにその直後に反対側の通路から現れたT-1も、T-850が先の戦いで破壊したT-1からもぎ取ったガトリング銃によって、満足な反撃もできないうちに蜂の巣にされており、目標識別や照準の速度･精度も低く、防御力の点でも図体の割に潜入型より優れた点は見受けられない。
頭部の視覚センサーが捉えたデータを処理するソフトウェアは後発のT-800とは異なり、画像は可視光線そのままで表示され、文字は青や緑で表示される。
『3』の小説版では、2029年にT-Xが開発・生産された事に伴って、T-600、T-800、T-1000ともども廃棄されたことが語られている。未来世界における武装は、海軍の軍艦が個艦防御火器に用いていた実績のある、劣化ウランを使った12.7mm口径の徹甲弾を1分当たり3千発近く発射できるチェーンガンと説明されている。
なお、劇中のT-1は全て精巧に作られたロボットを実際に動かして撮影したもので、CGは一切使われていない。
『ターミネーター4』では小説版のみに登場。全体的に、映画本編のT-100を代替している。

### T-70
登場作品：『ターミネーター2:3-D』
1990年代後半に新生サイバーダイン・システムズ社が生み出した初の人型ターミネーター。自立歩行で動き右腕にマシンガンを装備。
アトラクション内の観客を待たせるところのポスターのようなものにステータスが書いてあり、1回の充電につき2kmを走行可能で、銃の命中率は80%らしい。

### T-100
登場作品：『ターミネーター4』
『3』で登場したプロトタイプ (T-1) を基に、スカイネットが発展させた改良型で、戦車型ターミネーターの第2段階モデル。スカイネットセントラル内にある収容所の中に監視役として配備されている。プロトタイプは頭部の形状が丸みをおびていたが、改良型は縦長になっている。シルエットもプロトタイプよりスマートな形状となっているが、全体的に大型化され、前部にアウトリガを付加して併せて3基のキャタピラで走行する。武装は両腕のガトリング銃。
『ターミネーター4』のカットされたシーンでは、スカイネットの研究開発施設の地下通路に1機配備され、水中に潜んでジョンたちの背後から襲いかかるが、逆に一斉射撃を受けて一発も撃たないまま破壊された。

### T-500
登場作品：未登場
T-600のプロトタイプ。設定のみ。

### T-600
登場作品：『ターミネーター』、『ターミネーター4』、『ターミネーター:サラ・コナー クロニクルズ』

### T-700
登場作品：『ターミネーター4』
人型ターミネーターの第2段階モデル。T-800の前段階として量産された。「シリーズ700」とも呼称されている。T-600を小型化した機体だが、T-800よりは大きい。基本的にはT-600と変わらない構造と形状を持つ。サンフランシスコにあるスカイネットセントラルの工場で生産されており、配備もセントラルのみである。劇中ではエンドスケルトン（内骨格剥き出し）状態で登場するが、皮膚（正面が剥けている顔を布、身体を服で覆っているので、ゴムなのか生体細胞なのかは不明）で覆われている個体も存在する。
なお、『ターミネーター』でカイルの回想中に登場するターミネーター（演：フランコ・コロンボ）がT-700だとする説もある（ただし、フランコの身長は165cmである）。

### T-720
登場作品 :  『ターミネーター ジェニシス:レボリューション』
T番号ではT-800などより少ないがゲーム中ではT-800の上位型として登場している。T-800より一回り大きく色は黄緑色で胴体の中央とその右と左が赤色になってる。大型のレーザー兵器を両手で持ち攻撃する。レーザー兵器は大型のビームを発射できる。威力は高いが発射に4.5秒ほどのチャージが必要。T-700系列ではあるがT-800よりも耐久性は高くなっている。

### T-800
登場作品：『ターミネーター』、『ターミネーター2』、『ターミネーター4』『ターミネーター:新起動/ジェニシス』

### T-850
登場作品：『ターミネーター3』

### T-888
登場作品：『ターミネーター:サラ・コナー クロニクルズ』

### T-900
登場作品：ゲーム『ターミネーター3・ザ・レデンプション』
グリーン・レッド・イエローの3種類に分かれ、機械軍の歩兵を務める。耐久力は低い。T-800などの潜入型とは違い、戦闘向けに設計されているために機体の開口部は少なめで、生体細胞による外観処理は施されていない。

### T-1000
登場作品：『ターミネーター2』、『ターミネーター:新起動/ジェニシス』

### T-1001
登場作品：『ターミネーター:サラ・コナー クロニクルズ』

### T-3000（英語版記事）
登場作品：『ターミネーター:新起動/ジェニシス』
2029年において、スカイネットの端末であるT-5000に襲われたジョン・コナーが、ナノマシンの注入によって改造・洗脳された、人間ベースのターミネーター。その誕生経緯から、自らを「機械でも人間でもない存在」と語っている。
ナノマシンによってジョンの全細胞が「ナノ粒子」と呼ばれる金属粒子に変化しており、それを磁力で結合・再構築することによって形状を維持している。このため、ボディはT-1000同様に擬態が自由自在な不定形でありながら、人型をとる際にはT-800のエンドスケルトン状態に近い内部骨格を粒子で形成し、人間の外見を再現した粒子でそれを覆うという構成になっている。粒子結合の解除・再構築はとても早く、これを応用して狭い空間を瞬時に移動することもできる。潜入面においては、ジョンの持っていた「人間の思考」を有しているためにより容易になっており、機械的思考に囚われるあまり任務に失敗してきた過去の機体とは一線を画している一方、初の改造成功例である事や調整時間の不足により油断や慢心といった人間特有の欠点も有している。作中では直接的なパワーや格闘能力の面でも（老朽化のハンデがあったとはいえ）旧型機であるT-800を凌駕している。
弱点は「強力な磁場の影響を受けると粒子結合が不安定化すること」であり、MRIの発する磁場の影響で動けなくなったことから、カイルたちに露呈する。スピーカーの強力磁石を組み込んだ即席のナックルダスターで殴られても体表が抉れる程度の効果しかなく、「この時代に自分を破壊できる武器は存在しない」と豪語したが、最後は自身が提供した未来からのテクノロジーである、サイバーダイン社の地下で建造を進めていた未完成品のタイムマシンに押し込められたところを高磁場によって分解され、施設の爆発によって消滅した。

### T-1000000
登場作品：『ターミネーター2:3-D』
スカイネットのセンターコアを防衛する液体金属型巨大ターミネーター。通称は「T-Meg」。T-1000と同様に内蔵火器は持たない。8本の触手を持つ巨体なクモのような姿を持ち、この触手を槍や鎌状に変化させてスカイネットに侵入するもの全てを攻撃する。

### T-X
登場作品：『ターミネーター3』

### T-RIP
登場作品：『ターミネーター4』
RIPは“Resistance Infiltrator Prototype”「レジスタンス潜（侵）入型プロトタイプ」の略で、製造されたのは劇中で確認できる限り、元死刑囚のマーカス・ライトから作られた脳と心臓を持つ人間ベースのものの1体だけである。また、マーカスの個体名を有しており、スカイネットや機械軍のデータベースにも同名で記載されている。脳と心臓は、人間だった時のものをそのまま使っている。骨格は他のターミネーターと材質は同じだが、形状は人間の骨格を模している。体表を覆う生体細胞は人間だった頃のマーカスと外観は同じで、負傷すると出血する仕様も同じだが、再生能力は強化されており、小さな傷なら短時間で完治する。また、心臓も強化されているが、人間と同様に急所であるため、心停止になると機能を停止する。後頭部には、スカイネットへの発信用チップが内蔵されている。
同世代の他機種と比較すると格段に運動巧緻性が高く、人間らしい動きどころかほぼ人間そのままの動きを実現しており、T-800と違って走ることも可能であるほか、精密機器をいじるなどの微細な動作も行える。また、T-800などではデータとして記録されるのみだった痛覚などは普通の人間同様に感じられるようになっており、人間には大ダメージとなる攻撃を受けた時や溶鉱を浴びて手の骨格が剥き出しになった時などは叫び声をあげている。人間への完璧な偽装を目的に作られたため、純然たる戦闘型であるT-800と比較すると腕力も耐久力も劣っているが、人間と比べれば遥かに強靭である。スカイネットに自分の正体を知らされてなお心が折れず自分で発信用チップをえぐり出して反撃に出たマーカスが、T-800を投げ飛ばしたり打撃で怯ませるほどの腕力を発揮しているほか、それに先んじての劇中で高所から叩きつけられたり銃撃や爆撃を受けたりしても、行動には支障が出なかった。終盤には心臓を狙ったT-800による打撃で心停止を起こすが、スカイネットセントラルの配線を用いたジョン・コナーによる電気ショックで再起動し、T-800に辛勝を収めた。

### TOK715
登場作品：『ターミネーター:サラ・コナー クロニクルズ』
個体名はキャメロン・フィリップス。女性の姿をした再プログラム・ターミネーター。2027年の世界から現代世界へ送られてきた。

## ハンターキラー
登場作品：『ターミネーター』、『ターミネーター2』、『ターミネーター2:3-D』、『ターミネーター3』、『ターミネーター4』、『ターミネーター:新起動/ジェニシス』『ターミネーター:サラ・コナー クロニクルズ』、小説『新ターミネーター2』
「狩人を殺す者」という名を持つ人工知能搭載の掃討用移動戦闘マシーン。通称「HK」。未来世界では、ターミネーターと並ぶ機械軍の主戦力である。
『1』、『2』のオープニングなどに登場する飛行機型や戦車型、昆虫型などのモデルが存在。
『1』劇中ではカイルがサラに「機械をコントロールしている」と説明している場面があるので、機械軍における将校や指揮官の役割を有している模様。
またスカイネットが消滅した時間軸上の未来において、人類に反旗を翻したAIリージョンが人間狩りに運用している航空機も人類側からHKと呼ばれているが、デザインはスカイネット製のものとは大きく異なっている。

### ハンターキラー エリアル
登場作品：『ターミネーター』、『ターミネーター2』、
飛行機型「ハンターキラー エリアル (HK-Aerial) 」。『1』、『2』のオープニングなどに登場。型式等は詳細設定が無いが、大型から小型まで多様なタイプが存在する。いずれの機体も左右一対のティルト式推進ノズルを備えるのが基本デザイン。これにより垂直離着陸やホバリングを可能としている。廃墟に潜む人間の生き残りを狩り立てるため、サーチライトやフェイズドプラズマ砲やミサイルを下面に集中配置した対地攻撃型の機体だが、『4』では同じ攻撃機であるA-10を相手に2対1の空中戦を制する機動性を披露した。
『1』ではオープニングで最初に登場し、視聴者に対して最も早くその姿を披露した存在。
『3』ではサイバー・リサーチ・システムズ (CRS) が開発したプロトタイプが登場。その内の1体は、スカイネットが直接コントロールしている模様。外観はステルス戦闘機に酷似している。機関銃を2門揃え、小型のミサイルを搭載した対人用小型飛行機であり、AIも備わっている。後発のT-800と同じく、視覚センサーが捉えたデータを処理するソフトウェアにより画像は赤をベースにしているが、標的の捕捉能力はジョンとケイト目がけてミサイルを放った際に床へ伏せた2人を見失い、再捕捉するのに時間を要するなど劣っている。また、小型ながらある程度の耐久性を有するものの、ケイトに至近距離から銃撃を受けた際には耐えられずに破壊された。
2018年を舞台とする『T4』登場の飛行機型は、今までのシリーズで登場した主な物が2029年から2032年の型であるのに対し、細部のデザインが変更されている。しかし、性能は後の時代の型と比較しても決して劣っておらず、劇中ではブレア達が駆る2機のA-10との空中戦で1機が背後を取られて撃墜されるものの、別の1機がA-10編隊の背後からフェイズドプラズマ砲で攻撃を仕掛け、2機とも撃墜した。なお、『4』小説版では主武装がフェイズドプラズマ砲ではなくガトリング砲となっており、より旧型である面が強調されている。
『サラ・コナー クロニクルズ』ではT-888と共に廃墟から旅客機用ジェットエンジンを回収しているシーンがあり、エンジンは核戦争前の既製品を流用している可能性がある。
『TG』では『1』や『2』と比べてスマートな形状になり、機体下部には4足歩行型のハンターキラーを1機搭載している。

### ハンターキラー タンク
登場作品：『ターミネーター』、『ターミネーター2』、
戦車型「ハンターキラー タンク」。『1』、『2』のオープニングなどに登場。サイズも大型から小型まで多様である。また、飛行機型と共通してフェイズドプラズマ砲やミサイル、サーチライトを装備している。抵抗軍側は戦車などの重兵器が乏しいため、実在の戦車に比べると大型なうえに、砲塔の代わりに十字型の上半身を有する上背の高い形状をしている。隠れた人間を見つけ出す強力なセンサーを搭載しているためか、箱型の頭部が異様に大きい。また画面が暗いため細部を視認しがたいが、プラズマ砲塔を有する左右の張り出しとは別に、カマキリの前肢のように折りたたんだ華奢なマニピュレーターを有している。
『1』ではオープニングで飛行機型に続いて登場。抵抗軍兵士として戦うカイルが、水筒サイズの手投げ弾を車体下に放り込んで撃破に成功している。
『3』の時点では開発されていないが、形状を見る限り先述のT-1から発展している模様。
『4』の戦車型はスカイネットの研究開発施設の地上に複数登場するが、主武装が機関砲で、左右に1基ずつ装備した砲塔を上下2つ連結する形になっており、上下の砲塔はそれぞれ別々の標的に向けて射撃することが可能。

### 4足歩行型ハンターキラー
登場作品：『ターミネーター:新起動/ジェニシス』
『TG』に登場する陸戦型のハンターキラー。主武装は両腕に内蔵したフェイズトプラズマ砲で、4本の足で歩行する。戦闘時にはハンターキラー エリアルに搭載された状態で戦場へと空輸され、空中投下を経て着地してから戦闘を開始する。人型ターミネーターよりは大型だが戦車型としては小柄な空挺戦車というべき存在である。
外観は、ゲーム『ターミネーター4』に登場するT-7-T スパイダーを大型化させたものに近い。

## T-シリーズやハンターキラーに含まれないターミネーター関連の存在

### I-950
登場作品：小説『新ターミネーター2』
スカイネットがバイオテクノロジーを用いて生み出した人間の子供達を、生後間もない内に手術を施して作られた、半機械・半生物の、それまでとは異なる人間ベースの新型ターミネーターで『潜入者 (Infiltrator) ユニット』と呼ばれる。脳内に小型コンピュータが埋め込まれており、スカイネットとの通信の他、肉体の代謝機能までもコントロールする。スカイネットはこうしたI-950型のターミネーターを何体も生み出したが、そのうちスカイネットの期待通りに成長しなかった者たちは『失敗作』とみなされ処分されていった。
特徴としては、人間をベースとしたことで従来のターミネーターには欠けていた人間らしさを持つことが挙げられる。ただし、これは幼児期の教育によるものなので、後に作られたクローンは人間らしさが欠けていた。
身体能力は人間とは比較にならないほど高いが、肉体的には人間と大差なく脆い。作中では頭部を銃で撃ち抜かれて肉体は死亡するが、内蔵されたコンピュータが電気信号を送ることにより、少しの時間なら肉体を動かすことが可能である。

### ハーヴェスター
登場作品：『ターミネーター4』
人間捕獲用の巨大ロボット型ターミネーター。ハーヴェスターは、「収獲機」を意味する。人型に近いが、脚は逆関節で頭部が無い。全高は約25m（パンフレットより）。製作スタッフの発言では、高さ15.5mとされており、バージョン違いか、あるいは途中で設定を変更したかのどちらかと考えられる。スカイネットが人間に近いターミネーターを作るために人間の細胞の研究を開始したことから、その実験台を捕獲するために開発された。左肩にはショルダーキャノンが装備されており、逃走手段となる車両は優先して砲撃を加える。逃走に移る者があれば捕獲には拘泥せず、そのまま破壊してしまう。胴体上部の視覚センサーとショルダーキャノン本体内蔵のレーザー照射による2重捕捉式により射撃の精度は高く、自動車サイズの目標ならばたとえ走行中であってもほぼ百発百中である。巨体から繰り出されるパワーが最大の武器で、建造物を破壊して内部に潜んでいる人間達を両腕のマニピュレーターで生け捕りにする。両腕の他に腹部には2本の副腕が装着されており、人間の生け捕りは主に副腕で行っている。また、低い機動性を補うために両脚部にはモトターミネーターを格納している。長距離移動の際はトランスポート上部に収納される。『4』小説版ではショルダーキャノンと、これとは別のより小型の火器を装備しているが、それぞれ「大きい銃」と「小さい銃」としか表記されていないため、詳細は不明。

### モトターミネーター
登場作品：『ターミネーター4』
ハーヴェスターの両脚部に格納されている自走式バイク型のターミネーター。巨大なパワーを誇るが機動性は低いハーヴェスターの欠点を補い、車などで高速度で逃走する人間を追跡・抹消・捕獲することを主な任務とする。地上型のターミネーターの中でも頭抜けた機動性と追跡能力を有している。『4』劇中では猛スピードで前方から吹っ飛んでくる廃車を、車体を横倒しにしてドリフトで下側を潜り抜ける驚異的な回避性能を見せている。武装はプラズマ砲（『4』小説版ではミニガン）を左右側面に備えている他、劇中未使用だが前輪左右に連装機銃を計4門備えておりサイズの割に重武装。また、将来的な人型ターミネーターの搭乗も視野にいれているためかハンドルグリップも備える。耐久力もかなり高く、高速走行中に転倒･衝突しても容易に撃破には到らず、執拗に追跡を続行する。追跡時にはさまざまな妨害があることを予測されているため、ある程度の自己判断能力を与えられており、単独で長距離進出を行うこともある。従来のターミネーターと同じく、プログラムを書き換えれば味方にでき、音に敏感という性質を利用してジョンが捕獲し、チップを制御されて彼のバイク代わりに使われるシーンがある。
映画公開に併せて開催されたターミネーター展においてデザイン作業の過程が公開されており、初期稿では人型ターミネーターが乗ったバイクが徐々に人車一体のデザインに変遷していった。完成版でも黒いカラーリングのため画面上では細部が見えづらいが、脊椎や肋骨を模したデザインがなされている。赤い視覚器が上下二つ並んだ頭部に当たるフロントカウルのデザインは難航したらしく、キャラクターフィギュアやネット上の画像では形状の異なるものが複数存在している。
撮影には実車を改造したプロップが使用されており、製作にはイタリアのドゥカティ社が関与している。

### トランスポート
登場作品：『ターミネーター4』
大型輸送機のターミネーターであり、ハーヴェスターが捕獲した人間をスカイネットの基地まで運ぶために運用される。これまでに登場したターミネーターの中では最大級のサイズを誇り、自身は非武装だが、多数の人間に加えて大型ターミネーターを含む捕獲部隊を搬送する空中母艦ともいうべき積載力を有している。
外見はハンターキラー エリアルに似ているが、エリアルのエンジンポッドは左右合計2基なのに対し、本機は前後2基ずつの計4基を装備している。これにより、捕獲した人間を収容する機体前部のカーゴベイに加えて、劇中で確認されているだけでもハーヴェスター1機（機体上部）、モトターミネーター2機（ハーヴェスターの両脚部）、エリアル2機（機体下部）を搭載する大ペイロードを支える推力を確保している。エンジンポッドを90度傾斜させることで、VTOL（垂直上昇）、ホバリング能力を備える点もエリアルと同様である。
状況に応じてハーヴェスターの上半身部分のみを露出させ、甲板上クレーンのように上部ハッチからカーゴベイへ人間を放り込んだり、砲塔代わりにショルダーキャノンで応戦することもある。機首部分はそのままハッチになっており、捕獲した人間をそこから移動させるようになっている。
『4』小説版では捕獲された人間を乗せた状態の本機を攻撃するようジョンがブレアと彼女の同僚のパイロットであるミラディに命じたのに対し、ミラディが人間を巻き添えにする可能性を指摘するが、ジョンは彼の指摘に対して「推力が低下しても自動着陸装置が働く」と説明している。この部分から考慮する限り、積荷を無事に運ぶという、輸送機として求められる能力は問題ない模様。ただしカーゴベイ側壁は薄い穴空き鋼板で、（先述のT-RIPに改造されていたとはいえ）マーカスに斧で打ち破られそうになっており比較的脆い。

### エアロスタット
登場作品：『ターミネーター4』
円形状の偵察用小型機のターミネーター。内蔵されたファンで飛行し、ホバリングも可能。トランスポート下部に収納されている。戦闘は考慮されておらず、耐久力も貧弱である(劇中ではマーカスの投げつけたクロスレンチが直撃しただけで機能停止している)。3眼一体型の視覚センサー（予備と思しき単眼型のものもある）で目標を発見すると、データをハンターキラーへ転送する。
時系列上における後継機と思しきモデルが『ターミネーター2:3-D』に登場し、こちらは下面にプラズマライフルのターレットを有している。

### ハイドロボット
登場作品：『ターミネーター4』
水域パトロール用のターミネーター。人型ターミネーターより小さいヘビのような胴体に、鉤爪・掘削用ドリル・センサーを備えた頭部を持つ。人間を発見すると集団で噛み付く（正確には、口に当たる部分に付けられた掘削用ドリルと尾先の針で攻撃してくる）。また、水面上や水際の人間に対しても飛びついて攻撃することが可能。原型は海底の鉱物資源の掘削用に開発したアクアティック・ワークボットのロボットであり、それをスカイネット・リサーチ社が兵器にしたと設定されている。
弱点としては、攻撃手段が近接攻撃手段に限れられていること、水中以外では機体性能を十分に発揮できないこと、そして耐久性に劣ること（センサーが集中している頭部はとりわけ脆い）。実際、劇中では拳銃やアサルトライフルの銃撃で機能を停止している。しかし攻撃力は高く、劇中では川の水面上空を低空飛行していた抵抗軍のUH-1（『4』小説版ではUH-60）の装甲を突き破っている。

### クラーケン
登場作品：『ターミネーター:サラ・コナー クロニクルズ』
ジェシーが乗り組んでいた原潜ジミー・カーターを襲撃した。画面内では戦術モニターにデータベース上の識別画像が登場したのみだが、実在の潜水艦とはかけ離れた怪物的な姿をしている。武装は魚雷で、速力は50ノットに達し、現代で最強といわれるシーウルフ級原子力潜水艦でも歯が立たない高性能を誇るが、クイーグ（再プログラムされたT-888型）の機転で温度躍層を利用したトリックに引っかかりジミー・カーターを撃沈したと錯覚させられた。

### パトロール艇
登場作品：『ターミネーター:サラ・コナー クロニクルズ』
画面上には姿を見せないが、原潜ジミー・カーターを爆雷攻撃した。スカイネット勢力圏周辺海域に多数配備されている模様。

## リージョン製のターミネーターと関連する存在

### REV-9（英語版記事）
登場作品：『ターミネーター:ニュー・フェイト』
「スカイネットの存在が抹消された未来」において、人類に反逆したAI「リージョン」が開発したターミネーター「REVシリーズ」の2042年時点における最新型。読みは「レヴ・ナイン」。人工皮膚が付いていないREVシリーズはモデルが設定されていない。この点はＴ-シリーズと同じである（作中のREV-9のモデルは不明）。
「デュアル・ターミネーター」なる存在で、丈夫ながらも細身で柔軟な動きが可能な金属炭素（carbon metal）製の内骨格の本体の上に液体金属製の外皮を纏っている。内骨格の形状はスカイネットのT-シリーズに酷似しているが、開発元が異なるため頭部の形状などに差異が見られ、人間の骨格に近い構造になっている。『T3』に登場したT-Xに近い構造であるが、内蔵武器がない代わりに外皮の体積が増量されており、本体から外皮を分離させ独自の行動をとらせることが可能になっている。視覚センサーの色は赤、金属骨格と液体金属の色は共に黒。
T-1000、T-X同様に液体金属を用いた擬態能力を備えるが、作中で人間にコピーしたのはダニーの父親と国境警備隊の女性隊員の2回のみ。T-Xと違い金属骨格を一旦露出させることなくスムーズな擬態が可能であるほか、擬態機能を応用して一部を紙袋に偽装して内部に拳銃を隠し持つなど高度な用途を披露した。衣服はタイムトラベル直後の現場に居合わせた婦人が持っていた洗濯物と国境警備隊の警備服、それ以外にはダニーの父親や作業服などを状況に合わせて使い分けた。コピー元となった人間を殺害するのはT-シリーズ同様だが直接的な描写はない。また、タイムトラベルの際には全裸姿であるのもT-シリーズと同じ。
戦闘時は上記の分離に加え、T-1000系統のように腕部の外皮をブレード状に変形させ殺傷を行うだけでなく、組み付かれた際には全身の外皮を棘状に変形させて拘束者を返り討ちにしている。軽量のためT-シリーズには見られない立体的な動きも可能であり、標的が人混みを利用して逃走を図っても、天井の金網に飛び移って距離を縮めるなど俊敏性が極めて高い。しかし身軽ゆえ、戦闘では強化人間のグレースや重量のあるT-800に力負けする場面も見られた。総合的な戦闘力としては、ターミネーター破壊のエキスパートとなったサラ、強化人間のグレース、T-800の3名を同時に相手にして互角以上に渡り合えるものである。
潜入機能についても、自然な表情やジョークを能動的に発して必要な情報を他人から引き出す、英語やスペイン語を状況によって使い分ける、外部のコンピューターに液体金属を接触させることでハッキングを行う、必要ならば情報を操作し人間の治安維持機関をも利用するなど、高い性能を有する。また終盤では対峙したT-800とターミネーター同士の会話までしている。

### REV-7
登場作品：『ターミネーター:ニュー・フェイト』
「REVシリーズ」の旧型モデル。骨格は人間と四足歩行の動物を組み合わせたような形状をしている。未来世界において純粋な戦闘のために多数投入されており、潜入以外の大まかな機能はREV-9と同一である。液体金属はREV-9のように人間に擬態しておらず、常時は伸縮自在の触手のような形状をしており、人間の兵士との戦闘の際に分離する。その際内骨格が無防備となるため、ブレードに変形した液体金属を両手に残している。REV-9と比較して液体金属の耐久性は低く、至近距離で銃撃され大破されると再生することなく機能を停止する。
ある程度の飛行能力を有するらしく、劇中では人類抵抗軍の輸送機を追跡している様子が確認される他、空中から突撃して駐機中の輸送機を破壊したり、降下して戦闘を開始するなどといった行動をとっている。ただし、REV-7単体での飛行が可能なのか、なんらかの補助装備によって飛行していたのかは不明。

### エンハンスド・ヒューマン・ビーイング(強化人間)
登場作品：『ターミネーター:ニュー・フェイト』
「スカイネットの存在が抹消された未来」において、人類抵抗軍がリージョン製のターミネーターに対抗するため、ターミネーターの製造技術を元に人間の兵士に強化を施した強化人間。作中ではグレースがこれに志願しているが、この時のグレースは戦闘で重傷を負った状態であったため、この強化処置自体が「重傷者への緊急医療処置」としての役割を有する模様。生身の兵士には太刀打ちできないような最新型のREV-9とも短時間であれば互角に戦う事も可能だが、その代償として放熱による体温上昇により冷却や水分・鎮静剤等の補給をしなければ戦闘不能となる。視覚にはHUDによる表示が追加され、体内には動力となるパワーパックが外科手術により埋め込まれている。また、サラのスマートフォンに肉体を接続させるシーンがある。